# Engleski kirurg
Engleski kirurg (engleski: The English Surgeon) je engleski dokumentarni film iz 2007.
Film je snimljen u ukrajinskoj bolnici punoj očajnih pacijenata i improvizirane opreme, ali u konačnici nije medicinski film. Radi se o engleskom neurokirugu Henryju Marshu i njegovoj suradnji s ukrajinskim kolegom Igorom Petrovičem, te o njihovoj borbi s moralnim, etičkim i profesionalnim pitanjima. Henryjevo emocionalno putovanje vodi ga u posjet majci mlade djevojke koju nije mogao spasiti prije nekoliko godina, a istodobno i u operaciju mladog čovjeka Mariana koji boluje od tumora lubanjske šupljine, za kojeg se smatra da ga je u Ukrajini nemoguće operacijski odstraniti. Marian je došao u Kijev u nadi da ga Henry može izliječiti. Henry smatra da to može učiniti, ali samo ako Marian bude budan tijekom opercije.

## Vanjske poveznice
- službene stranice  Arhivirana inačica izvorne stranice od 5. travnja 2008. (Wayback Machine) (engl.)